# Venčeslav Koželj
Venčeslav Koželj, slovenski inženir elektrotehnike in univeritetni profesor, * 17. september 1901, Domžale, † 5. avgust 1968, Ljubljana.  

## Življenjepis
Koželj je leta 1925 kot prvi diplomant diplomiral na ljubljanski tehniški fakulteti in prav tam 1934 tudi doktoriral. Od leta 1925 je bil zaposlen ljubljanski tehniški fakulteti, od 1935 kot izredni in od 1946 kot redni profesor. Objavil je preko 50 razprav v domačih in tujih revijah. Njegovi izsledki in predavanja so več kot 30 let dajali študiju elektotehnike v Ljubljani mednarodno raven. Od 1953 je bil dopisni in od 1961 redni član SAZU.